# JEWELS 10th RING
JEWELS 10th RING（ジュエルス・テンス・リング）は、日本の女子総合格闘技団体「JEWELS」の大会の一つ。2010年10月10日、東京都江東区新木場の新木場1stRINGで開催された。

## 大会概要
前大会「JEWELS 9th RING」のJEWELS初代ライト級（-52kg）女王決定トーナメント1回戦で敗退した石岡沙織が第1試合に出場し、セリーナに3-0の判定勝ちで復活を果たした。
JEWELSグラップリングルール -52kg 1Dayトーナメントが行なわれ、トーナメント決勝大会進出を決めている浜崎朱加が1回戦で富松恵美を、決勝でアミバをそれぞれ腕ひしぎ十字固めで降し、優勝を果たした。
ROUGH STONE GP 2010が開幕し、-48kg級、-52kg級、-56kg級の3階級で準決勝が行なわれ、決勝の組み合わせが以下のように決定した。
- -48kg級： 石川菊代 vs. 関友紀子
- -52kg級： 北村ヒロコ vs. 市井舞
- -56kg級： ASAKO vs. 魅津希

メインイベントに出場した森藤美樹は亜利弥'にチョークスリーパーで一本勝ち。森藤は試合後のリング上で年内で引退することを発表した。
メインイベント終了後にはJEWELS初代ライト級女王決定トーナメント決勝大会の組み合わせ抽選会が行なわれ、以下のように決定した。
- 浜崎朱加 vs. 能村さくら
- ハム・ソヒ vs. 長野美香

## 試合結果

### オープニングファイト
オープニングファイト JEWELSアマチュアルール -48kg契約 4分1R
△  比嘉麻美 vs.  富樫祥子 △
1R終了 時間切れ

### 本戦カード
第1試合 JEWELS公式ルール -52kg契約 5分2R
○  石岡沙織 vs.  セリーナ ×
2R終了 判定3-0
第2試合 JEWELSグラップリングルール -52kg 1Dayトーナメント 準決勝 4分2R
○  アミバ vs.  小寺麻美 ×
2R 2:22 腕ひしぎ十字固め
第3試合 JEWELSグラップリングルール -52kg 1Dayトーナメント 準決勝 4分2R
○  浜崎朱加 vs.  富松恵美 ×
2R 2:34 腕ひしぎ十字固め
第4試合 ROUGH STONE GP 2010 -56kg級 準決勝 JEWELS公式ルール 5分2R
○  ASAKO vs.  HARUMI ×
1R 2:31 KO（左フック）
第5試合 ROUGH STONE GP 2010 -56kg級 準決勝 JEWELS公式ルール 5分2R
○  魅津希 vs.  村田恵実 ×
2R 2:58 腕ひしぎ十字固め
第6試合 ROUGH STONE GP 2010 -48kg級 準決勝 JEWELS公式ルール 5分2R
○  石川菊代 vs.  深岬パトラ ×
1R 2:24 腕ひしぎ十字固め
第7試合 ROUGH STONE GP 2010 -48kg級 準決勝 JEWELS公式ルール 5分2R
○  関友紀子 vs.  鹿児島陽子 ×
2R終了 判定3-0
第8試合 ROUGH STONE GP 2010 -52kg級 準決勝 JEWELS公式ルール 5分2R
○  北村ヒロコ vs.  富田里奈 ×
2R終了 判定3-0
第9試合 ROUGH STONE GP 2010 -52kg級 準決勝 JEWELS公式ルール 5分2R
○  市井舞 vs.  吉田実代 ×
2R終了 判定3-0
第10試合 JEWELSグラップリングルール -52kg 1Dayトーナメント 決勝 4分2R
○  浜崎朱加 vs.  アミバ ×
1R 2:45 腕ひしぎ十字固め
※浜崎がトーナメント優勝
第11試合 シュートボクシングルール -53kg契約 2分3R延長2R
○  能村さくら vs.  アリカ ×
3R終了 判定3-0（30-27、30-27、30-27）
第12試合 メインイベント -58kg契約 JEWELS公式ルール 5分2R
○  森藤美樹 vs.  亜利弥' ×
1R 1:51 チョークスリーパー